# Peter Bien
Peter Adolph Bien (n. 28 mai 1930, New York City, New York, SUA) este un specialist în literatura engleză și neogreacă, care a lucrat ca profesor la Departamentul de limba engleză a Colegiului Dartmouth din Hanover, New Hampshire, SUA.
Bien a absolvit inițial studii de muzică la Colegiul Haverford, după care a studiat limba engleză și literatura comparată la Universitatea Columbia din New York, unde a obținut în anul 1961 un doctorat.
Bien a lucrat ca anglist, specializat în principal pe proza britanică modernă, ca specialist în limba și literatura neogreacă a secolului al XX-lea, mai ales a operei lui Nikos Kazantzakis și a poeților Yiannis Ritsos și Konstantinos Kavafis. El a tradus, de asemenea, scrieri ale lui Kazantzakis și Stratis Myrivilis în limba engleză.

## Scrieri
Cărți
- Nikos Kazantzakis, 1962; New York: Columbia University Press, 1972.
- Nikos Kazantzakis and the Linguistic Revolution in Greek Literature, Princeton, N.J.: Princeton University Press, 1972.
- Αντίθεσις και σύνθεσις στην ποίηση του Γιάννη Ρίτσου. Athens: Kedros, 1980. („Antithese und Synthese in der Dichtung des Giannis Ritsos“)
- Three Generations of Greek Writers: Introductions to Cavafy, Kazantzakis, Ritsos. Athens: Efstathiadis, 1983.
- Tempted by happiness. Kazantzakis' post-Christian Christ Wallingford, Pa.: Pendle Hill Publications, 1984.
- Kazantzakis. Politics of the Spirit, Princeton, N.J.: Princeton University Press, 1989.
- Kazantzakis: Politics of the Spirit. Princeton: Princeton University Press, 1989. Traducere în limba greacă: Panepistimiakes ekdoseis Kritis 2001.
- (ed., împreună cu Karen Van Dyck, Peter Constantine, Edmund Keeley): A Century of Greek Poetry: 1900-2000 (River Vale, NJ: Cosmos, 2004) – ediție bilingvă
- (împreună cu Dimitri Gondicas, John Rassias, Andromache Karanika, Chrysanthi Yiannakou-Bien): Greek Today. Lebanon, NH: University Press of New England, 2004.
- (ed. și traducător), The Selected Letters of Nikos Kazantzakis (Princeton, PUP, 2011) (Princeton Modern Greek Studies).

Traduceri
- Stratis Myrivilis: Life in the Tomb. Tradus dePeter Bien. Lebanon, NH: University Press of New England, 1977. River Vale, NJ: Cosmos Publications, 2004.
- Nikos Kazantzakis: The Last Temptation of Christ. Tradus de Peter Bien. New York: Simon and Schuster, 1960.